# BMW G30
El G30 es la séptima generación del BMW Serie 5. Aparece en 2017 para sustituir a la anterior generación, el BMW F10. Está inspirado en la nueva generación del BMW Serie 7, el BMW G11.
Esta nueva generación incorpora los nuevos motores modulares de BMW de 4 y 6 cilindros tanto gasolina como diésel, así como numerosas innovaciones tecnológicas.

## Motorizaciones
| Periodo                        | 2017-presente                                             | 2017-presente                                             | 2017-presente                                                                              | 2017-presente                                             | 03/2017–02/2018                                 | 07/2019-presente                                | 2018-presente                                   | 2018-presente                                   | 2018-presente |
| Identificación del motor       | B48 B20                                                   | B48 B20                                                   | B48 B20                                                                                    | B58 B30                                                   | N63 B44M3                                       | N63 B44M3                                       | S63 B44T4                                       | S64 B44                                         |               |
| Tipo de motor                  | L4 16v, inyección directa, turbo twin-scroll, intercooler | L4 16v, inyección directa, turbo twin-scroll, intercooler | L4 16v, inyección directa, turbo twin-scroll, intercooler, motor eléctrico (113 CV, 83 kW) | L6 24v, inyección directa, turbo twin-scroll, intercooler | V8 32v, inyección directa, biturbo, intercooler | V8 32v, inyección directa, biturbo, intercooler | V8 32v, inyección directa, biturbo, intercooler | V8 32v, inyección directa, biturbo, intercooler |               |
| Diámetro x carrera             | 82.0 mm × 94.6 mm                                         | 82.0 mm × 94.6 mm                                         | 82.0 mm × 94.6 mm                                                                          | 82.0 mm × 94.6 mm                                         | 89.0 mm × 88.3 mm                               | 89.0 mm × 88.3 mm                               | 89.0 mm × 88.3 mm                               | 89.0 mm × 88.3 mm                               |               |
| Cilindrada                     | 1998 cm³                                                  | 1998 cm³                                                  | 1998 cm³                                                                                   | 2998 cm³                                                  | 4395 cm³                                        | 4395 cm³                                        | 4395 cm³                                        | 4395 cm³                                        |               |
| Relación de compresión         | 11.0: 1                                                   | 10.2: 1                                                   | 11.0: 1                                                                                    | 11.0: 1                                                   | 10.0: 1                                         | 10.0: 1                                         | 10.0: 1                                         | 10.0: 1                                         |               |
| Potencia máxima: CV (kW) @ rpm | 184 CV (135 kW) @ 5000-6500                               | 252 CV (185 kW) @ 5200-6500                               | 184 CV (135 kW) @ 5000-6500                                                                | 340 CV (250 kW) @ 5500-6500                               | 462 CV (340 kW) @ 5500-6000                     | 530 CV (390 kW) @ 5500-6000                     | 600 CV (441 kW) @ 5600-6700                     | 625 CV (460 kW) @ 6000                          |               |
| Par máximo: Nm @ rpm           | 290 Nm @ 1350-4250                                        | 350 Nm @ 1450-4800                                        | 290 Nm @ 1350-4250                                                                         | 450 Nm @ 1380-5200                                        | 650 Nm @ 1800-4750                              | 750 Nm @ 1800-4600                              | 750 Nm @ 1800-5650                              | 750 Nm @ 1800-5800                              |               |
| Tracción                       | Trasera                                                   | Trasera / Total (xDrive)                                  | Trasera                                                                                    | Trasera / Total (xDrive)                                  | Trasera                                         | Trasera                                         | xDrive                                          | xDrive                                          |               |
| Transmisión                    | Automática, 8 velocidades                                 | Automática, 8 velocidades                                 | Automática, 8 velocidades                                                                  | Automática, 8 velocidades                                 | Automática, 8 velocidades                       | Automática, 8 velocidades                       | Automática, 8 velocidades                       | Automática, 8 velocidades                       |               |
| Aceleración 0–100 km/h         | 7.8 s                                                     | 6.2 s                                                     | 6.2 s                                                                                      | 5.1 s                                                     | 4.0 s                                           | 3.8s                                            | 3.4 s                                           | 3.3 s                                           |               |
| Velocidad máxima               | 235 Km/h                                                  | 250 Km/h                                                  | 235 Km/h                                                                                   | 250 Km/h (Limitada electrónicamente)                      | 250 Km/h (Limitada electrónicamente)            | 250 Km/h (Limitada electrónicamente)            | 250 Km/h (Limitada electrónicamente)            | 250 Km/h (Limitada electrónicamente)            |               |
| Consumo combinado (L/100 km)   | 5.4-5.9                                                   | 5.5-5.9                                                   | 1.9-2.1                                                                                    | 6.5-6.9                                                   | 8.9-9.1                                         | 9.7–10.0                                        | 10.7-10.8                                       | 10.7-10.8                                       |               |
| Normativa anticontaminación    | Euro 6                                                    | Euro 6                                                    | Euro 6                                                                                     | Euro 6                                                    | Euro 6                                          | Euro 6                                          | Euro 6                                          | Euro 6                                          |               |

| Periodo                        | 2017-presente                                              | 2017-presente                                              | 2017-presente                                                | 2017-presente                                              | 2017-presente                                                | 2017-presente                                                        |
| Identificación del motor       | B47 D20                                                    | B47 D20                                                    | B47 D20                                                      | B57 D30M0                                                  | B57 D30                                                      | B57 D30C                                                             |
| Tipo de motor                  | L4 16v, inyección directa, common-rail, turbo, intercooler | L4 16v, inyección directa, common-rail, turbo, intercooler | L4 16v, inyección directa, common-rail, biturbo, intercooler | L6 24v, inyección directa, common-rail, turbo, intercooler | L6 24v, inyección directa, common-rail, biturbo, intercooler | L6 24v, inyección directa, common-rail, cuádruple turbo, intercooler |
| Diámetro x carrera             | 84.0 mm × 90.0 mm                                          | 84.0 mm × 90.0 mm                                          | 84.0 mm × 90.0 mm                                            | 84.0 mm × 90.0 mm                                          | 84.0 mm × 90.0 mm                                            | 84.0 mm × 90.0 mm                                                    |
| Cilindrada                     | 1995 cm³                                                   | 1995 cm³                                                   | 1995 cm³                                                     | 2993 cm³                                                   | 2993 cm³                                                     | 2993 cm³                                                             |
| Relación de compresión         | 16.5: 1                                                    | 16.5: 1                                                    | 16.5: 1                                                      | 16.5: 1                                                    | 16.5: 1                                                      | 16.5: 1                                                              |
| Potencia máxima: CV (kW) @ rpm | 190 CV (140 kW) @ 4000                                     | 190 CV (140 kW) @ 4000                                     | 231 CV (170 kW) @ 4400                                       | 265 CV (195 kW) @ 4000                                     | 320 CV (235 kW) @ 4400                                       | 400 CV (294 kW) @ 4000-4400                                          |
| Par máximo: Nm @ rpm           | 400 Nm @ 1750-2500                                         | 400 Nm @ 1750-2500                                         | 500 Nm @ 2000                                                | 620 Nm @ 2000-2500                                         | 680 Nm @ 1750-2250                                           | 760 Nm @ 2000-3000                                                   |
| Tracción                       | Trasera                                                    | Trasera / Total (xDrive)                                   | Trasera                                                      | Trasera / Total (xDrive)                                   | Total (xDrive)                                               | Total (xDrive)                                                       |
| Transmisión                    | Automática, 8 velocidades                                  | Manual, 6 velocidades / Automática, 8 velocidades          | Automática, 8 velocidades                                    | Automática, 8 velocidades                                  | Automática, 8 velocidades                                    | Automática, 8 velocidades                                            |
| Aceleración 0–100 km/h         | 7.5 s                                                      | 7.7 s                                                      | 6.6 s                                                        | 5.7 s                                                      | 4.7 s                                                        | 4.4                                                                  |
| Velocidad máxima               | 237 Km/h                                                   | 238 Km/h                                                   | 250 Km/h (Limitada electrónicamente)                         | 250 Km/h (Limitada electrónicamente)                       | 250 Km/h (Limitada electrónicamente)                         | 250 Km/h (Limitada electrónicamente)                                 |
| Consumo combinado (L/100 km)   | 3.9-4.3                                                    | 4.2-4.5                                                    | 4.4-4.8                                                      | 4.5-4.9                                                    | 5.2-5.6                                                      | 5.9-6.1                                                              |
| Normativa anticontaminación    | Euro 6                                                     | Euro 6                                                     | Euro 6                                                       | Euro 6                                                     | Euro 6                                                       | Euro 6                                                               |

- Datos: Q23637310
- Multimedia: BMW G30 / Q23637310